# Severská kombinace na Zimních olympijských hrách 1988
V severské kombinaci na Zimních olympijských hrách 1988 v Calgary se v severské kombinaci byla součástí olympijského programu kromě soutěže jednotlivců také poprvé soutěž tříčlenných družstev.
Závody se konaly ve dnech 23. února až 28. února 1988. Vítězem soutěže jednotlivců se stal švýcarský sdruženář Hippolyt Kempf, v družstvech zvítězilo Západní Německo.

## Přehled medailí
| Pořadí | Země                  | Zlato | Stříbro | Bronz | Celkově |
| ------ | --------------------- | ----- | ------- | ----- | ------- |
| 1.     | Švýcarsko (SUI)       | 1     | 1       | 0     | 2       |
| 2.     | Západní Německo (FRG) | 1     | 0       | 0     | 1       |
| 3.     | Rakousko (AUT)        | 0     | 1       | 1     | 2       |
| 4.     | Sovětský svaz (URS)   | 0     | 0       | 1     | 1       |
|        | Celkem                | 2     | 2       | 2     | 6       |

## Medailisté

### Muži
| Disciplína              | Zlato                                                              | Výkon     | Stříbro                                                        | Výkon  | Bronz                                                              | Výkon    |
| ----------------------- | ------------------------------------------------------------------ | --------- | -------------------------------------------------------------- | ------ | ------------------------------------------------------------------ | -------- |
| Jednotlivci (K95/15 km) | Hippolyt Kempf · Švýcarsko (SUI)                                   | 38:16.8   | Klaus Sulzenbacher · Rakousko (AUT)                            | + 19,0 | Allar Levandi · Sovětský svaz (URS)                                | + 1:04.3 |
| Družstva (K95/3x10 km)  | Západní Německo · Thomas Müller · Hans-Peter Pohl · Hubert Schwarz | 1:20:46.0 | Švýcarsko · Freddy Glanzmann · Hippolyt Kempf · Andreas Schaad | + 3.4  | Rakousko · Hansjörg Aschenwald · Günther Csar · Klaus Sulzenbacher | + 30.9   |